# The Lost Leonardo
|  | Denne artikel er oprettet af botten Steenthbot ud fra en ekstern database. Den kan derfor have sproglige fejl eller mangler. Denne skabelon kan fjernes efter kontrol af indholdet. |

The Lost Leonardo er en dansk dokumentarfilm fra 2021 instrueret af Andreas Koefoed.

## Handling
Dette er historien bag Salvator Mundi - verdens hidtil dyreste maleri solgt til 450 millioner dollars. Maleriet bliver købt for 1.175 dollars på et lille auktionshus i New Orleans, hvorefter køberne opdager smukt udførte penselstrøg under det tykke lag maling fra en amatøragtig restaurering. Fra det øjeblik bliver Salvator Mundis skæbne bestemt af en umættelig søgen på berømmelse, penge og magt. Samtidig med at prisen på maleriet stiger eksponentielt, bliver spørgsmålene om billedets autenticitet kun mere presserende: Er billedet virkelig malet af Leonardo da Vinci? Maleriets rejse rundt i verden optrævler gradvist skjulte agendaer blandt verdens rigeste mennesker og hos verdens mest magtfulde kunstinstitutioner. Denne rejse kæder filmen sammen og afslører, hvordan menneskers forskellige interesserer i Salvator Mundi er styret af magt, penge og berømmelse i en grad, så den faktiske sandhed bliver sekundær.